# Emanuele Gianturco
Emanuele Gianturco (Avigliano, 20 marzo 1857 – Napoli, 10 novembre 1907) è stato un giurista e politico italiano.

## Biografia
Nato ad Avigliano, in provincia di Potenza, studiò a Napoli, dove si laureò in Giurisprudenza e ottenne il Diploma di Maestro di Musica al Conservatorio di San Pietro a Maiella.
Ricoprì diverse cariche governative:
- 1893 Sottosegretario di Stato di grazia e giustizia - primo governo di Giovanni Giolitti (15 maggio - 22 ottobre)[3]
- 1896 Ministro della Istruzione Pubblica - II governo di Antonio di Rudinì (10 marzo - 11 luglio)[3]
- 1896-1897  Ministro della Istruzione Pubblica - III governo Rudinì (11 luglio 1896 - 17 settembre 1897)[3]; in questa veste dispose l'acquisizione allo Stato e la pubblicazione dei manoscritti leopardiani appartenenti all'eredità Ranieri[4]
- 1897 Ministro di Grazia e Giustizia e dei Culti (18 settembre - 14 dicembre)[3]
- 1900-1901 Ministro di Grazia e Giustizia e dei Culti - governo Saracco (24 giugno 1900 - 15 febbraio 1901)[3]
- 1906-1907 Ministro dei lavori pubblici (29 maggio 1906 - 6 novembre 1907)[3]
- Fu tre volte vicepresidente alla Camera dei deputati del Regno d'Italia.

Gianturco, oltre che politico, fu - assieme ad altri giuristi come gli Scialoja, Nicola Coviello, Nicola e Giuseppe Stolfi - uno dei capifila della "Scuola Napoletana" di diritto civile. Portò contributi di rilevante interesse al dibattito giuridico del periodo a cavallo fra diciannovesimo e ventesimo secolo, di particolare fioritura in tale campo del diritto: convinto che i grandi cambiamenti sociali e culturali del suo tempo e della conseguente crescente insufficienza del tradizionale approccio liberale e borghese al diritto privato, ne propugnò un rinnovamento auspicando l'avvento di un "diritto privato sociale" che fosse in grado di dare risposte alla nascente società di massa.
Pubblicò diverse opere giuridiche, tra cui Sistema del diritto civile e le Istituzioni di diritto civile.
II "rapporto con le classi dirigenti meridionali, mediato dall'attività parlamentare di alcuni esponenti di spicco della deputazione del Sud (Chimienti, Gianturco, Lacava, Chimirri, Abignente, lo stesso Tedesco) fu certamente un fattore decisivo per l'avvento dei nuovi indirizzi legislativi" dell'epoca liberale: per converso, però, le prospettive di rinnovamento sociale di quel periodo furono frustrate, poco dopo la morte di Emanuele Gianturco, dal fallimento del riformismo giolittiano e, soprattutto, dalla successiva ascesa del regime fascista.
Nel 1926, nella piazza principale di Avigliano, è stato inaugurato il monumento dedicato ad Emanuele Gianturco, da cui la stessa piazza prende il nome. Inoltre, gli è stato intitolato l'asse viario principale della Zona Industriale (anche nota, appunto, come Gianturco) di Napoli.

## Opere
- Istituzioni di diritto civile italiano, 1887.
  -  Istituzioni di diritto civile italiano, Firenze, Barbèra, 1904.
- Dei diritti reali, 1892.
- Diritto delle obbligazioni, 1894.
- Sistema di diritto civile italiano, 1894.
- Contratti speciali, 3 volumi, 1904–1906.
- Discorsi parlamentari, 1909 (postumo).

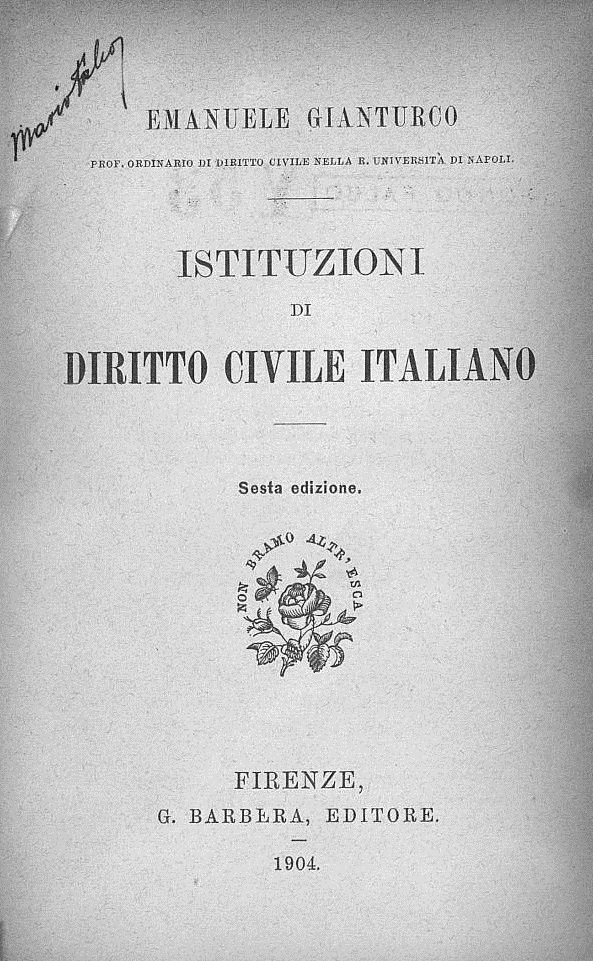
Istituzioni di diritto civile italiano, 1904